# 土耳其阿卡巴士犬
土耳其阿卡巴士犬的歷史可追溯自古代西土耳其作為牧羊犬和護衛犬。由於產地偏僻，品種依然純正。